# Grup del carboni
El grup del carboni, o grup 14 de la taula periòdica, és constituït pels elements químics que tenen configuració electrònica ns² np², i conté els següents sis elements: carboni (C), silici (Si), germani (Ge), estany (Sn), plom (Pb) i flerovi (Fl). Excepte el germani i el flerovi produït artificialment, tots aquests elements els trobem normalment, ja sigui com a element pur o en forma de compostos, encara que, excepte el silici, cap d'ells és particularment abundant en l'escorça terrestre.
| Grup    | 14     |
| Període |        |
| 2       | 6 C    |
| 3       | 14 Si  |
| 4       | 32 Ge  |
| 5       | 50 Sn  |
| 6       | 82 Pb  |
| 7       | 114 Fl |

## Història

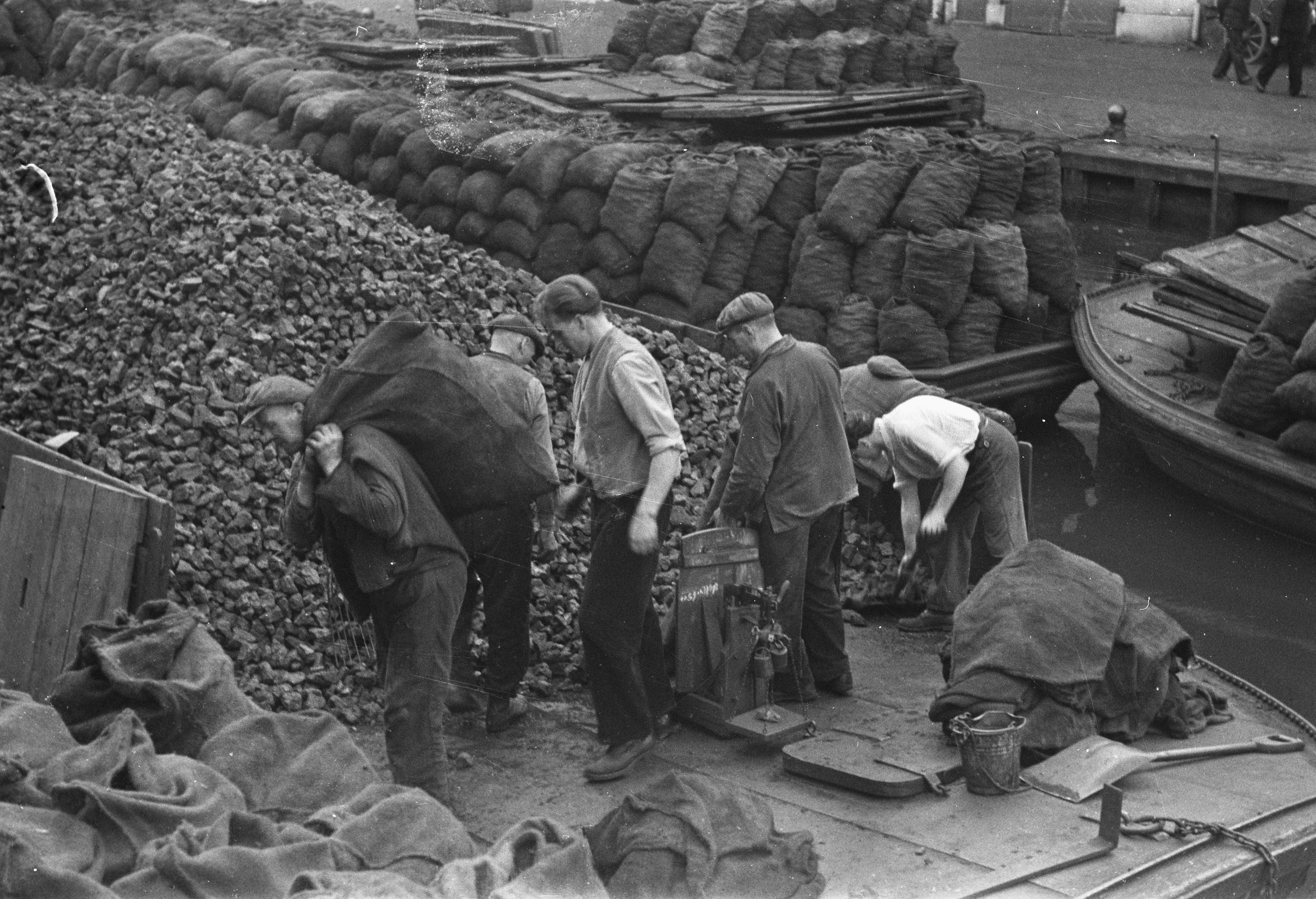
Carregant carbó a Amsterdam.

El carboni (l'origen llatí del mot prové del carbó, carbo -ōnis), fou descobert a la prehistòria, i ja era conegut a l'antiguitat en la que es manufacturava mitjançant la combustió incompleta de materials orgànics, és a dir, partir de la crema de llenya en manca d'oxigen. L'objectiu de l'ofici de carboner era l'obtenció de carbó. Els diamants, també coneguts des de fa molt temps, són considerats la pedra preciosa per excel·lència, atesa la seva gran duresa i lluentor. L'anglès Isacc Newton, el 1704, intuí que podien ser combustibles, però no s'aconseguí cremar un diamant fins a l'any 1772, any en què el químic francès Antoine Laurent Lavoisier demostrà que en la reacció de combustió es produïa diòxid de carboni. L'anglès Smithson Tennant demostrà que el diamant era carboni pur l'any 1797.

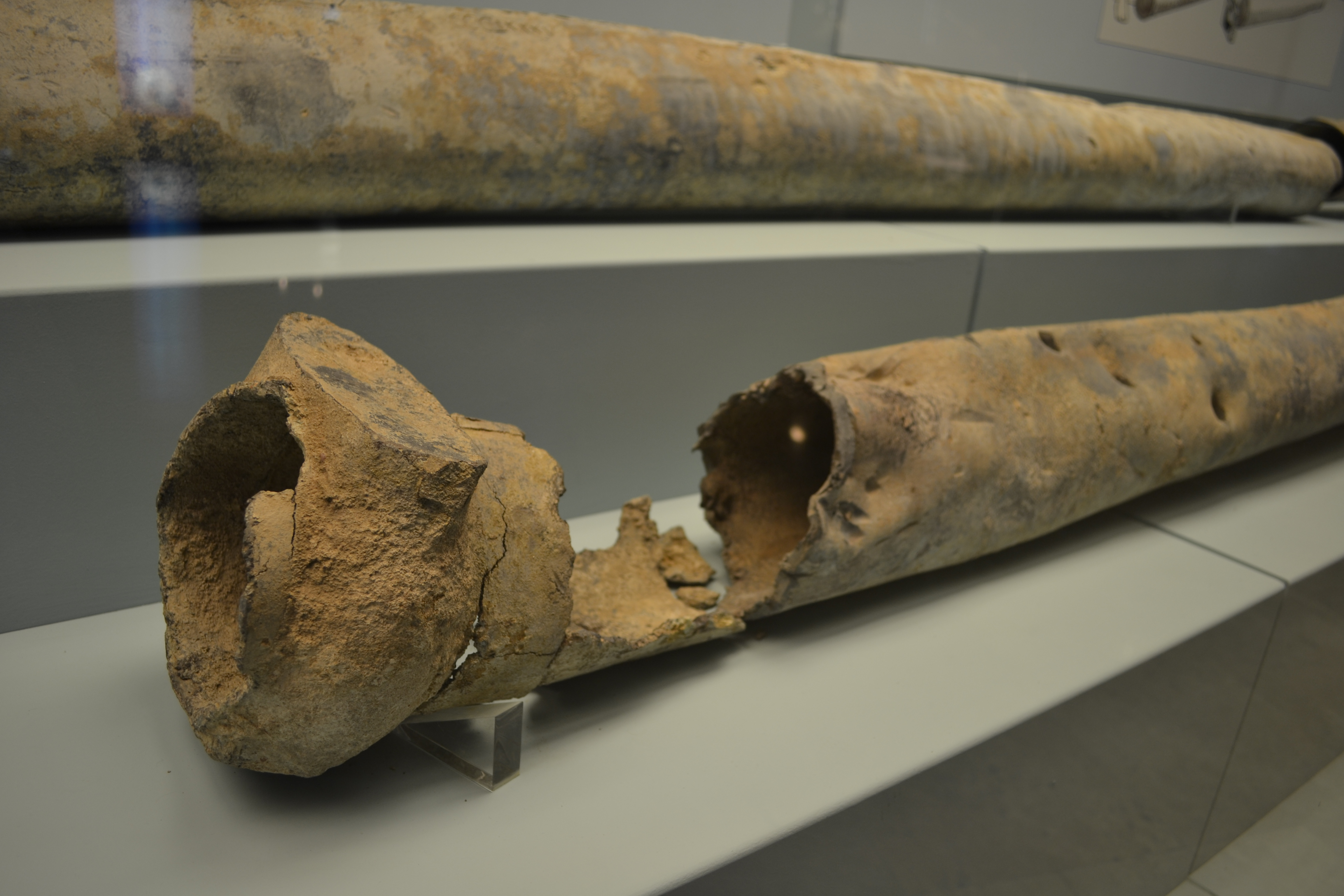
Canonades romanes de plom al Museo Foro Caesaragusta a Saragossa.

Per la seva fàcil utilització, el plom fou un dels primers metalls usats per l'home, i se sap que prop de l'any 4000 aC a l'antic Egipte ja l'usaven en cosmètica. Els xinesos foren els primers a utilitzar-lo en el seu sistema monetari. A l'antiga Grècia l'usaren a les seves colònies i els fenicis a les seves factories explotaren prop de l'any 2000 aC mines de plom a tota la península Ibèrica, que posteriorment, durant la dominació de la Península pels romans se seguiren explotant, degut a l'ampli ús que se'n donava a l'antiga Roma. El plom s'utilitzava per elaborar vaixelles, varetes per escriure, en el sistema monetari, en les mesures de pes, en el refinatge de l'argent i principalment, en canonades per desplaçar l'aigua pels aqüeductes. El plom és esmentat diverses vegades a la Bíblia i a Babilònia, on fou emprat en làmines soldades per aguantar la terra i la humitat dels famosos jardins suspesos.

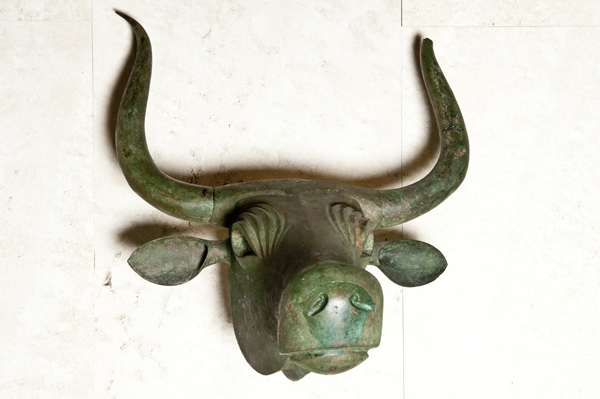
Bou de Costitx, en bronze.

L'extracció i la utilització de l'estany pot ser datada en els inicis de l'edat del bronze, al voltant del 3000 aC, quan s'observà que els objectes de coure fabricats a partir de menes constituïdes per minerals amb diferents continguts de metalls no tenien les mateixes propietats físiques. Els primers objectes de bronze tenien un contingut d'estany o arsènic inferior al 2 %, per això es pensa que són el resultat d'un aliatge no intencional causat pel contingut de diferents metalls en el mineral de coure. Aviat es descobrí que l'addició d'estany o d'arsènic al coure augmentava la seva duresa i feia la fosa molt més fàcil, això revolucionà les tècniques de treballar el metall i portà a la humanitat de l'Edat del coure o Eneolític a l'Edat del bronze al voltant del 3000 aC. La primera explotació de l'estany sembla haver-se centrat en dipòsits de cassiterita de tipus placer (detrític).
El silici (del llatí sílex, sílice) fou identificat per primera vegada pel químic francès Antoine Lavoisier el 1787, i posteriorment identificat com a element per l'anglès Humphry Davy el 1800. El 1811, els francesos Joseph-Louis Gay-Lussac i Louis-Jacques Thénard, probablement, prepararen silici amorf impur escalfant potassi amb tetrafluorur de silici. El 1824, el químic suec Jöns Jacob Berzelius preparà silici amorf emprant un mètode semblant al de Gay-Lussac, purificant després el producte mitjançant rentats successius fins a aïllar l'element.

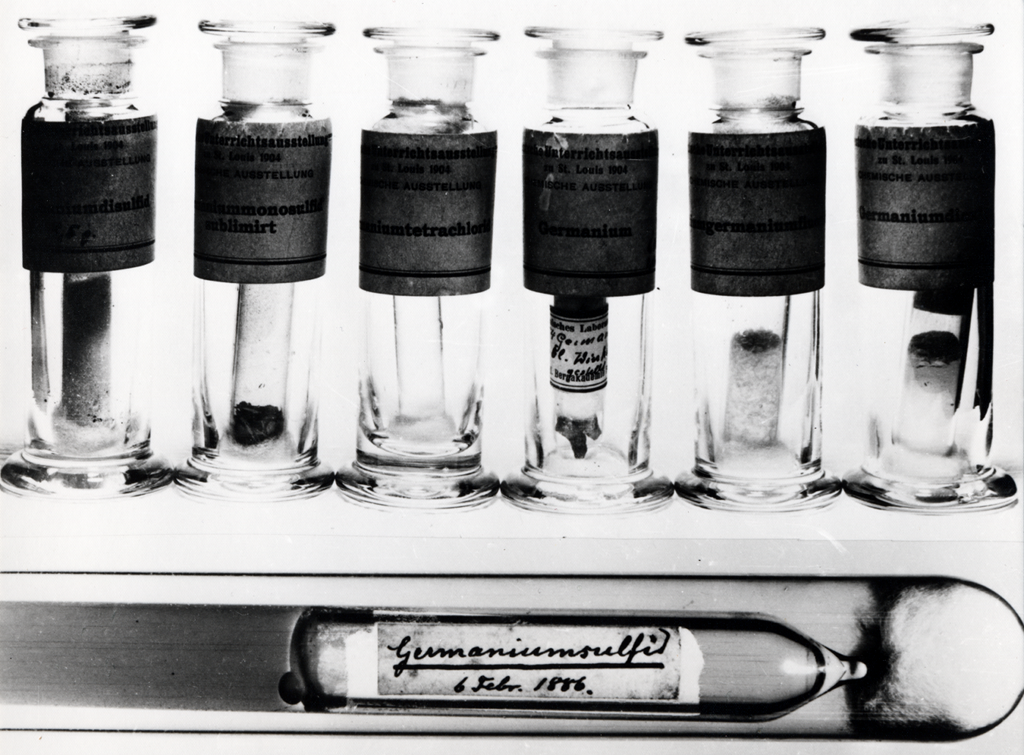
Preparacions originals de Winkler que li permeteren descobrir el germani.

La propietats del germani (del llatí Germania, Alemanya) foren predites el 1871 per Dmitri Mendeléiev en funció de la seva posició a la taula periòdica, element que anomenà eka-silici. L'alemany Clemens Alexander Winkler demostrà el 1886 l'existència d'aquest element, descobriment que serví per a confirmar la validesa de la taula periòdica tenint en compte les similituds entre les propietats predites i les observades.
La primera síntesi del flerovi tingué lloc el 1998 a l'Institut de Recerca Nuclear de Dubna a Rússia. Utilitzant un objectiu de plutoni 244, produït per Kenton Moody al Laboratori Nacional Lawrence Livermore a Califòrnia, l'equip dirigit per Iuri Oganessian i Vladimir Utyonkov a Dubna llançaren contra ell un flux de calci 48, un isòtop rar de calci però que es produeix de manera natural. El bombardeig durà 40 dies, durant els quals es dispararen a l'accelerador un 5 milions de bilions de cations calci 48. Es descobrir un sol àtom de l'isòtop 289 del flerovi, amb un període de semidesintegració de 30,4 s.{\displaystyle {\ce {^244_94Pu + ^48_20Ca -> ^289_114Fl + 3 ^1_0n}}}

## Propietats
Les propietats dels elements del grup de carboni i les dels seus compostos es troben a mig camí de les propietats dels elements dels grups adjacents a la taula periòdica, el grup de bor (12 de la taula periòdica) i del nitrogen o dels pnicurs (14 de la taula periòdica). En tots els grups, les propietats metàl·liques, resultants de la tendència a mantenir els electrons de valència més fluixos, augmenten amb el nombre atòmic, això és, en davallar dins del grup. En el grup del carboni aquesta variació és particularment evident. El carboni, situat a damunt, és un no-metall típic i el plom, situat a baix, és un veritable metall. El silici és gairebé no-metall; l'estany és gairebé metall; i el germani té una aparença metàl·lica i té diverses altres propietats físiques, però les propietats de molts dels seus compostos són les de derivats de no-metalls. Aquests canvis són conseqüències de l’augment del volum atòmic amb un tamisatge substancial de la càrrega nuclear més gran mitjançant la intervenció de escorces electròniques, com ho demostren la disminució de l'energia de ionització (energia necessària per eliminar un electró) i la potència de l'electronegativitat per atreure electrons amb un nombre atòmic creixent.

### Volum atòmic

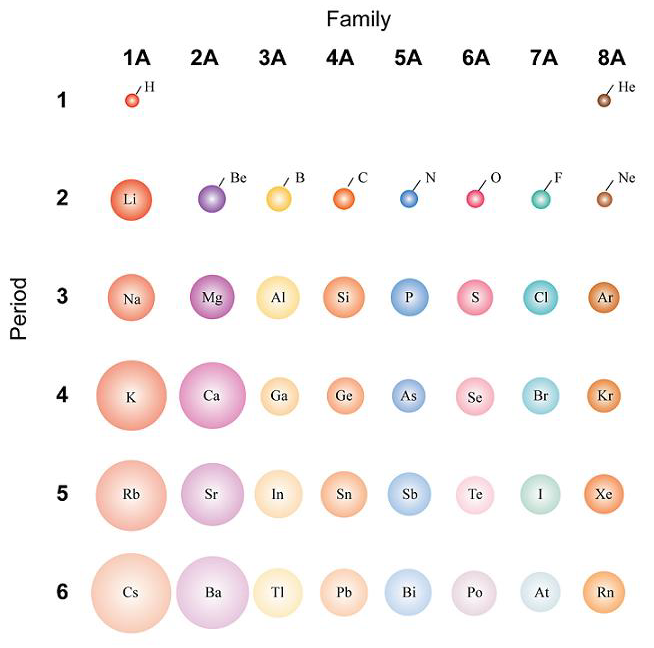
Volums atòmics dels elements representatius de la taula periòdica

La majoria de les variacions de les propietats des del carboni al plom augmenten paral·lelament amb el volum atòmic i són comparables a les dels elements dels altres grups del bloc p (12, 14, 15 i 16). Les tendències generals són aproximadament les mateixes que les que s'observen al grup del bor i al dels pnicurs, situats al costats del grup de carboni. Els punts de fusió i ebullició significativament més alts dels elements del grup del carboni reflecteixen la seva tendència a existir com a molècules gegants, a diferència de les tendències dels elements de les famílies adjacents a existir com a molècules discretes més petites.
Com és cert per a l'element més lleugers de cada grup d'elements, les propietats físiques del carboni difereixen substancialment de les dels altres membres de la seva família. En gran manera, aquestes diferències reflecteixen la concentració substancialment més alta de la càrrega positiva al nucli de carboni en relació amb el volum de l'àtom de carboni. És a dir, el nucli de carboni només conté sis electrons en dos nivells energètics (l'1 i el 2) i, per tant, els manté propers; el nucli de plom, en canvi, té 82 electrons distribuïts en sis nivells. L’atracció entre el nucli de plom i els seus electrons més externs és inferior a la del carboni, perquè els nivells interns del plom apantallen la càrrega nuclear positiva als electrons externs, els de valència. Les diferències estructurals entre el diamant i el grafit produeixen profundes diferències entre ells en termes de duresa, conductivitat elèctrica, densitat, capacitat calorífica i altres propietats. En la mesura que el grafit és una formació cristal·lina única entre els elements, les seves propietats no s'han de comparar directament amb les dels altres elements de la família.

### Estructura cristal·lina

Estructura del diamant, amb carbonis enllaçats a quatre carbonis més segons les arestes d'un tetraedre

Estructura del grafit

A l'estat sòlid, el carboni elemental, el silici, el germani i l'estany gris existeixen com a cristalls cúbics, basats en una disposició tridimensional d'enllaços. Cada àtom s'uneix covalentment a quatre àtoms veïns de manera que formen les cantonades d’un tetraedre. Un resultat pràctic és que no existeixen molècules discretes d’aquests elements, com el dinitrogen {\displaystyle {\ce {N2}}} o el tetrafòsfor {\displaystyle {\ce {P4}}}; en lloc d'això, qualsevol fragment sòlid d'un d'aquests elements, independentment de la mida, s'uneix uniformement a tot arreu i, per tant, tot el fragment es pot considerar com una molècula gegant.
La disminució dels punts de fusió, els punts d’ebullició i la disminució de les energies calorífiques associades a la fusió, la sublimació i la vaporització entre aquests quatre elements, amb un nombre atòmic i un volum atòmica creixents, indiquen un debilitament paral·lel dels enllaços covalents en aquest tipus d’estructura. Sovint és impossible determinar la disposició real o probable dels electrons de valència i, en canvi, es tenen en compte els estats d'energia relativa dels electrons en l'estat fonamental, o menys energètic, de l'àtom. Per tant, la mateixa tendència de no metàl·lic cap a estats metàl·lics s'indica per la disminució de la duresa i la disminució de l'energia d’unió d’unió entre els àtoms.
El carboni cristal·litza en dues formes, com a diamant i com a grafit; el diamant es distingeix de totes les altres formes elementals en l'extrema estabilitat de la seva estructura cristal·lina, mentre que el grafit té una estructura de capes. Com és d’esperar, la divisió entre capes de grafit és molt més fàcil d’efectuar que la ruptura dins d’una capa. Les estructures cristal·lines de l'estany beta (β) blanc i el plom elemental són estructures clarament metàl·liques. En un metall, els electrons de valència es poden moure lliurement d’un àtom a un àtom i donen al metall la seva conductivitat elèctrica.

### Configuracions electròniques

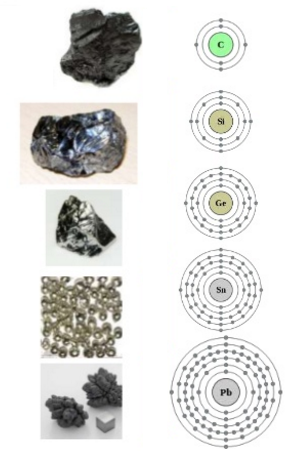
Configuracions electròniques

Les configuracions electròniques d'estat fonamental dels àtoms d'aquests elements del grup de carboni mostren que cadascun té quatre electrons a les seves capes més externes. Si n representa la capa més externa (n és dos per al carboni, tres per al silici, etc.), aquests quatre electrons es representen mitjançant els símbols ns²np². Aquesta configuració suggereix la importància de referir-se a la configuració relativament estable de l'àtom de gas noble que precedeix cada element per determinar les propietats de l'element, en particular les seves propietats químiques. La pèrdua de quatre electrons per un àtom de carboni o un àtom de silici per donar ions amb una càrrega positiva de quatre (o +4, escrits C4+ o Si4+) amb les configuracions electròniques dels anteriors àtoms de gas noble està exclosa per la ionització considerable energies. No existeixen ions de càrrega +4, ni hi ha evidència que es puguin formar ions de carboni o silici de càrrega +2 per la pèrdua de només dos electrons no aparellats (np més externs). La pèrdua d'electrons per àtoms dels elements més pesats de la família és més fàcil, però no pot conduir a ions amb configuracions d'àtoms de gas nobles a causa de la presència de disposicions subjacents (és a dir, d¹⁰) d'electrons dins de la capa més externa. De nou és improbable que els ions +4 de germani, estany i plom (en els símbols Ge4+, Sn4+ i Pb4+) existeixin en compostos coneguts, però és cert que la inertesa del parell d’electrons ns² (que són, en termes d’estats d’energia, més propers al nucli que al parell np²) augmenta substancialment amb l’augment del nombre atòmic de la família i permet així eliminar els electrons np² per separat, formant almenys els ions Sn2+ i Pb2+. Els estats d’oxidació de +2 i +4 es poden assignar en compostos covalents de cadascun d’aquests elements amb elements més electronegatius (és a dir, que tenen una major afinitat pels electrons).

### Propietats químiques
Els elements de l'esquerra del grup del carboni tenen menys de quatre electrons a la capa de valència i solen perdre’ls per convertir-se en cations. Els no-metalls (excepte el bor) es troben als grups a la dreta del grup del carboni; cadascun té més de quatre electrons a la seva capa més externa i tendeix a adquirir electrons per completar el seu octet, formant anions. Tots els àtoms del grup de carboni, que tenen quatre electrons de valència, formen enllaços covalents amb àtoms no-metàl·lics; el carboni i el silici no poden perdre ni guanyar electrons per formar ions lliures, mentre que el germani, l'estany i el plom formen cations metàl·lics però només amb dues càrregues positives. Fins i tot el plom, el més metàl·lic dels àtoms del grup de carboni, no pot perdre els quatre electrons de valència, ja que, a mesura que s'elimina cadascun, la resta es manté amb més força per l’augment de la càrrega positiva. Entre els compostos dels elements del grup del carboni es poden trobar exemples d’enllaços sigma i pi, així com d’enllaç iònic.

#### Encadenament

Àcid oleic format per una llarga cadena de devuit carbonis enllaçats per enllaços simples i un de doble

El carboni és únic entre els elements en quan a la capacitat gairebé infinita dels seus àtoms per unir-se entre si en llargues cadenes, un procés anomenat encadenament. Aquesta característica reflecteix la força de l'enllaç entre àtoms de carboni adjacents a la molècula, tant en relació amb enllaços similars que impliquen altres elements de la família del carboni com en relació amb enllaços entre àtoms de carboni i àtoms de molts altres elements. Només els enllaços simples carboni-hidrogen, carboni-fluor i carboni-oxigen (C–H 98 kcal/mol, C–F 116 kcal/mol i C–O 79 kcal/mol) són més forts que l'enllaç simple carboni-carboni (C–C 81 kcal/mol), i cadascun d’ells és més feble que els enllaços múltiples carboni-carboni (C=C 145 kcal/mol o C≡C 198 kcal/mol). Experimentalment, sembla que no hi ha cap límit pràctic superior a l'encadenament amb carboni. Aquest fenomen en tres dimensions produeix el diamant i en dues dimensions les capes en grafit.

Vitamina D3 o colecalciferol

L'encadenament, mitjançant enllaços simples o múltiples o ambdós, combinada amb diversos altres factors permet que el carboni formi més compostos que qualsevol altre element. Aquests factors són: (1) l'estabilitat de determinats enllaços de carboni, en particular de l'enllaç C–H; (2) l'existència d'àtoms de carboni tant en tres tipus d'hibridacions sp, sp² i sp³; (3) la capacitat del carboni per formar tant cadenes com compostos cíclics (en els quals la cadena d’àtoms s'uneix de punta a punta per formar un anell) basada en àtoms de carboni sols o en àtoms de carboni en combinació amb els d'altres metalls (per exemple, oxigen, sofre, nitrogen) i mitjançant enllaç simple o múltiple; i (4) la capacitat de molts compostos de carboni d’existir en formes isomèriques (molècules amb un nombre idèntic dels mateixos àtoms units en diferents disposicions i que presenten propietats força diferents). Tots els compostos de carboni, excepte molt pocs, s'anomenen compostos orgànics, malgrat siguin sintètics.

Capa de silicè, semblant al grafè.

D'altra banda, l'enllaç simple silici-silici (Si–Si 42 kcal/mol) és més feble que altres enllaços simples que impliquen un àtom d'altres elements amb l'àtom de silici (Si–H 70 kcal/mol, Si–O 88 kcal/mol, Si–F 129 kcal/mol. El mateix passa, sens dubte, amb els enllaços individuals germani-germani i estany-estany (Ge–Ge 40 kcal/mol, Sn–Sn 37 kcal/mol) en relació amb els enllaços covalents individuals entre els àtoms d'aquests elements i els àtoms d'altres elements (Ge–H 74 kcal/mol, Ge–Cl 85 kcal/mol, Sn–H 71 kcal/mol, Sn–Cl 82 kcal/mol). L'encadenament també s'exhibeix en gran manera pel silici elemental, el germani i l'estany, però està estrictament limitada en compostos d'aquests elements; el silici pot tenir fins a catorze àtoms en una cadena; el germani, nou; i l'estany, només dos o tres, principalment en hidrurs (compostos que contenen hidrogen). Els enllaços dobles i triples en cadenes es limiten al carboni i al silici.

#### Reaccions
Amb un reactiu determinat, el diamant sol ser menys reactiu que el grafit i, per tant, requereix condicions de reacció més rigoroses, com ara una temperatura més alta; els productes finals, però, són els mateixos. El silici cristal·lí és menys reactiu que el silici finament dividit i, possiblement, amorf. El germani elemental s'assembla força al silici. L'estany i el plom es comporten generalment com a metalls i, per tant, produeixen almenys alguns productes iònics en reaccions força diferents de les dels altres elements. El carboni elemental té una importància especial com a agent reductor d’alta temperatura (un reactiu que dona electrons) en el processament metal·lúrgic d’òxids metàl·lics, una reacció que allibera el metall. Per exemple, l'estany es pot obtenir a partir del mineral cassiterita mitjançant la reducció amb carboni en forma de carbó vegetal. Així, per citar només algunes de les aplicacions més importants del carboni, el carboni s'utilitza directament en la producció de fòsfor elemental, arsènic, bismut, estany, plom, zinc i cadmi i, indirectament, com a monòxid de carboni, en la producció de ferro. El silici elemental, en l'aliatge ferro-silici ferrosilici, també és un fort agent reductor i s'ha utilitzat com a tal per alliberar magnesi del seu òxid.

## Aplicacions

### Carboni

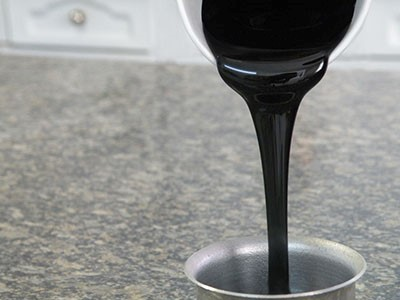
Petroli pur

El principal ús que es fa del carboni és com a component bàsic dels combustibles fòssils (carbó, gas natural i petroli). Del petroli, a més dels diferents combustibles que proporciona (benzina, gasoil, querosè…) també proporciona olis lubrificants i és matèria primera per a la síntesi industrial de plàstics i d'altres composts químics. L'acer al carboni és un aliatge de ferro i carboni que s'empra en la fabricació d'estructures metàl·liques i utensilis. L'isòtop carboni 14 s'utilitza en un sistema de datació amb què es pot determinar l'edat de roques i fòssils del Quaternari, i especialment restes orgàniques. Per les propietats de resistència i lleugeresa que presenten, els compòsits amb fibres de carboni s'usen molt en la fabricació de materials esportius.

### Silici

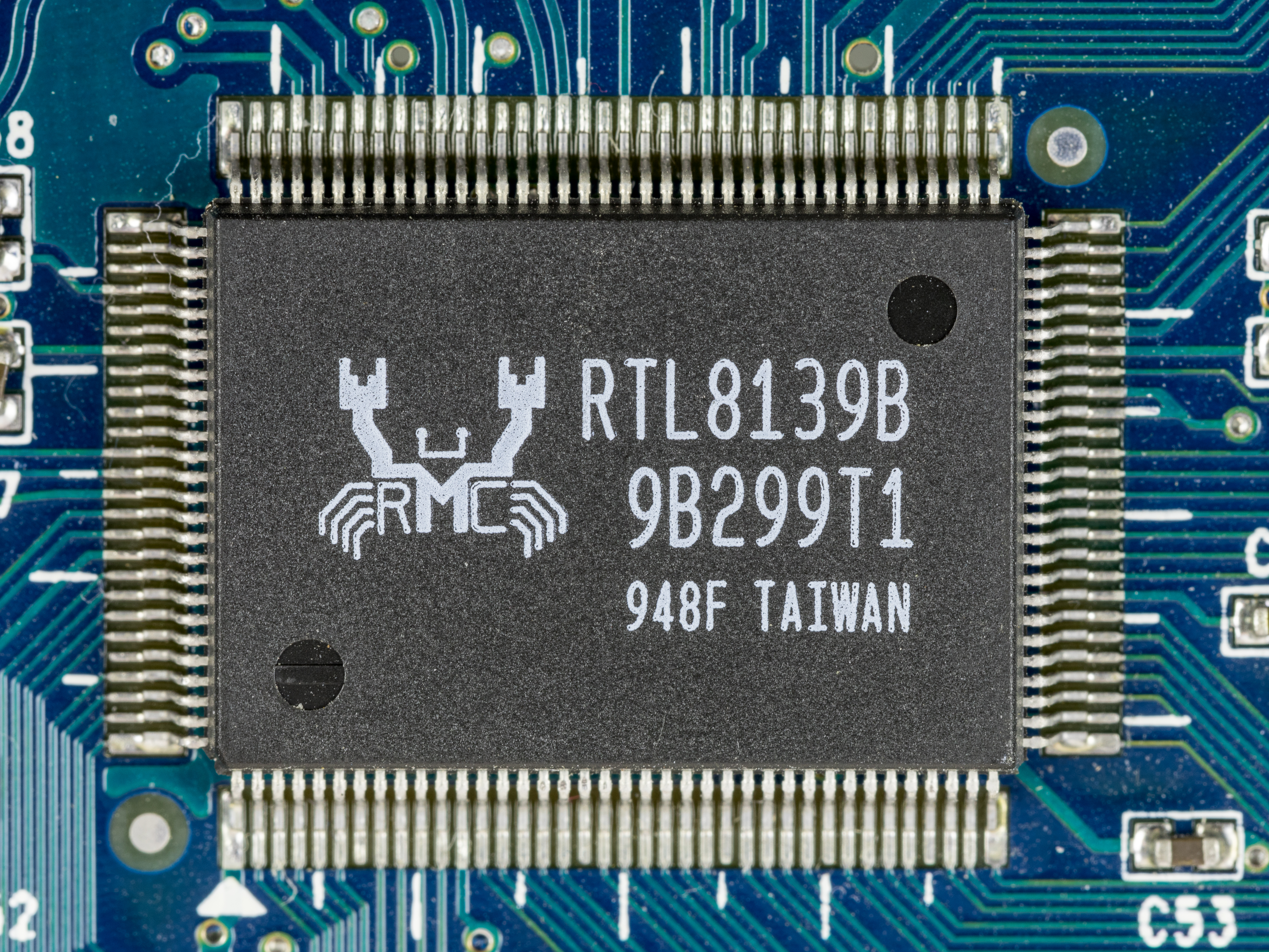
Circuit integrat o xip

El silici ultrapur s'usa en components electrònics i elèctrics, com ara cèl·lules fotoelèctriques i solars, microxips i rectificadors. El ferrosilici s'utilitza en les foneries per a millorar les propietats de l'acer. El silici metall s'utilitza per millorar les propietats de l'alumini en el procés de fosa. Una combinació del silici amb l'oxigen dona lloc a un polímer anomenat silicona, que s'utilitza per a fabricar lubricants, adhesius, recipients per a forn, aïllaments de cables elèctrics, pròtesis valvulars i implants mamaris. La combinació del silici amb el carboni a temperatura alta forma el carbur de silici (nom comercial: carborúndum){\displaystyle {\ce {SiC}}}, un material de duresa 9 en l'escala de Mohs (el diamant té el màxim, 10) que s'empra com a abrasiu i antilliscant; és un material resistent i bon aïllant elèctric. El diòxid de silici hidratat és un component abrasiu de les pastes dentifrícies. El gel de sílice és una forma porosa del diòxid de silici fabricada sintèticament a partir de silicat de sodi i que esdevé un agent dessecant de gran utilitat.

### Germani

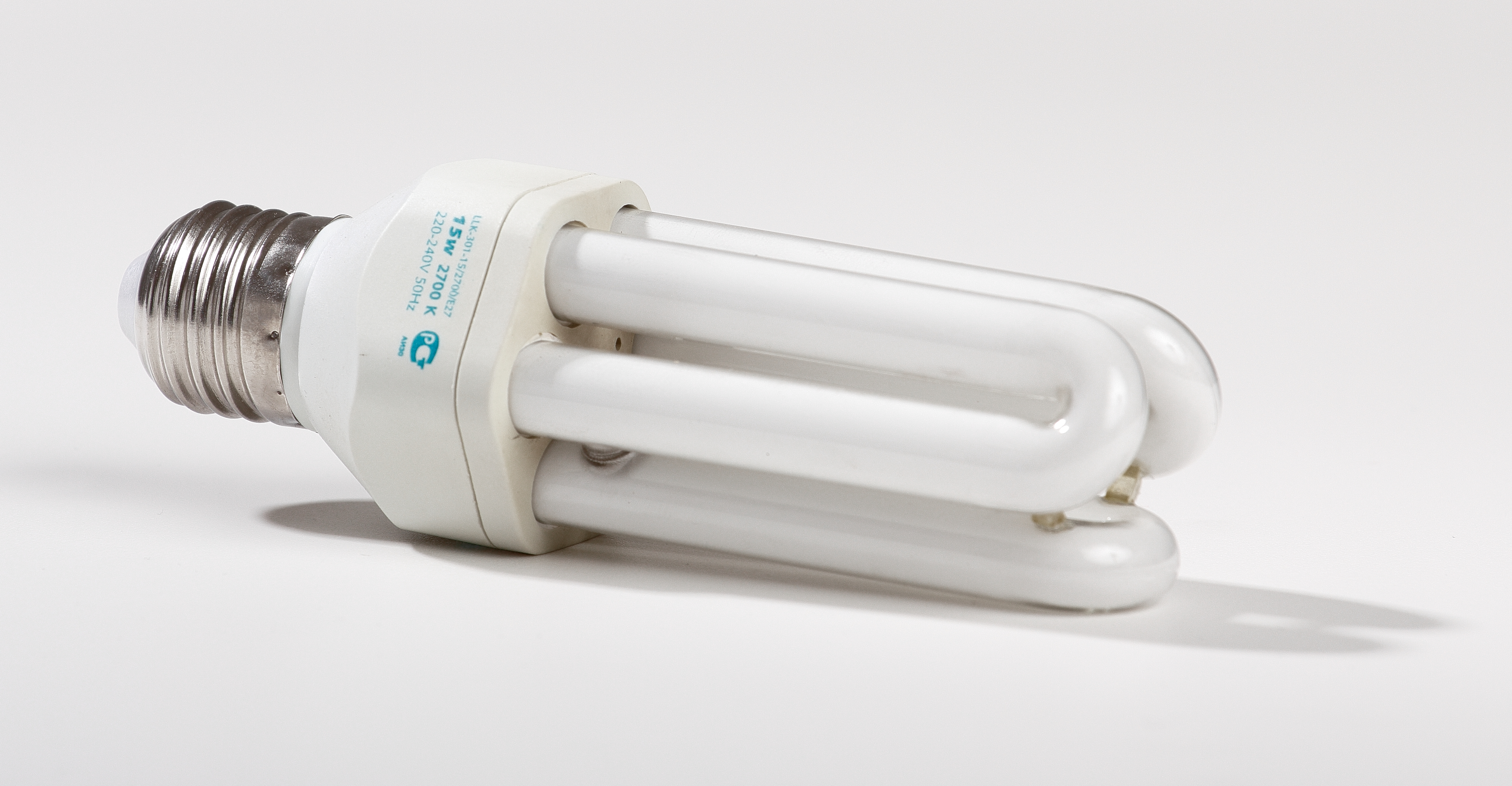
Bombeta fluorescent

El germani metàl·lic pur, en forma de discos col·locats dins l'òptica, s'usa en equips de visió nocturna, ja que és transparent als raigs infrarojos i és útil en càmeres tèrmiques per a detectar punts calents als boscos i en instal·lacions elèctriques. Té propietats de semiconductor i, amb el silici, s'empra en circuits integrats d'alta velocitat, i substitueix l'arsenur de gal·li en dispositius de comunicació sense fils. Encara s'utilitza el germani en els díodes per a transformar el corrent altern en continu i en els transistors, tot i que és substituït cada cop més pel silici. També és emprat com a material fosforescent (fosforòfor) en bombetes fluorescents i en la fabricació de LED. L'òxid de germani(IV) és fa servir en els catalitzadors de polimerització en la producció del politereftalat d'etilè (PET). També, gràcies a que presenta un alt índex de refracció (n = 1,7) i una dispersió òptica baixa, permet emprar-lo en la fabricació d'òptiques de gran angle en càmeres fotogràfiques, microscopis, en fibra òptica i en làsers. El tel·lurur d'antimoni i germani {\displaystyle {\ce {GeSbTe}}} és usat en la producció de les capes de gravació de discos Blu-ray regravables.

### Estany

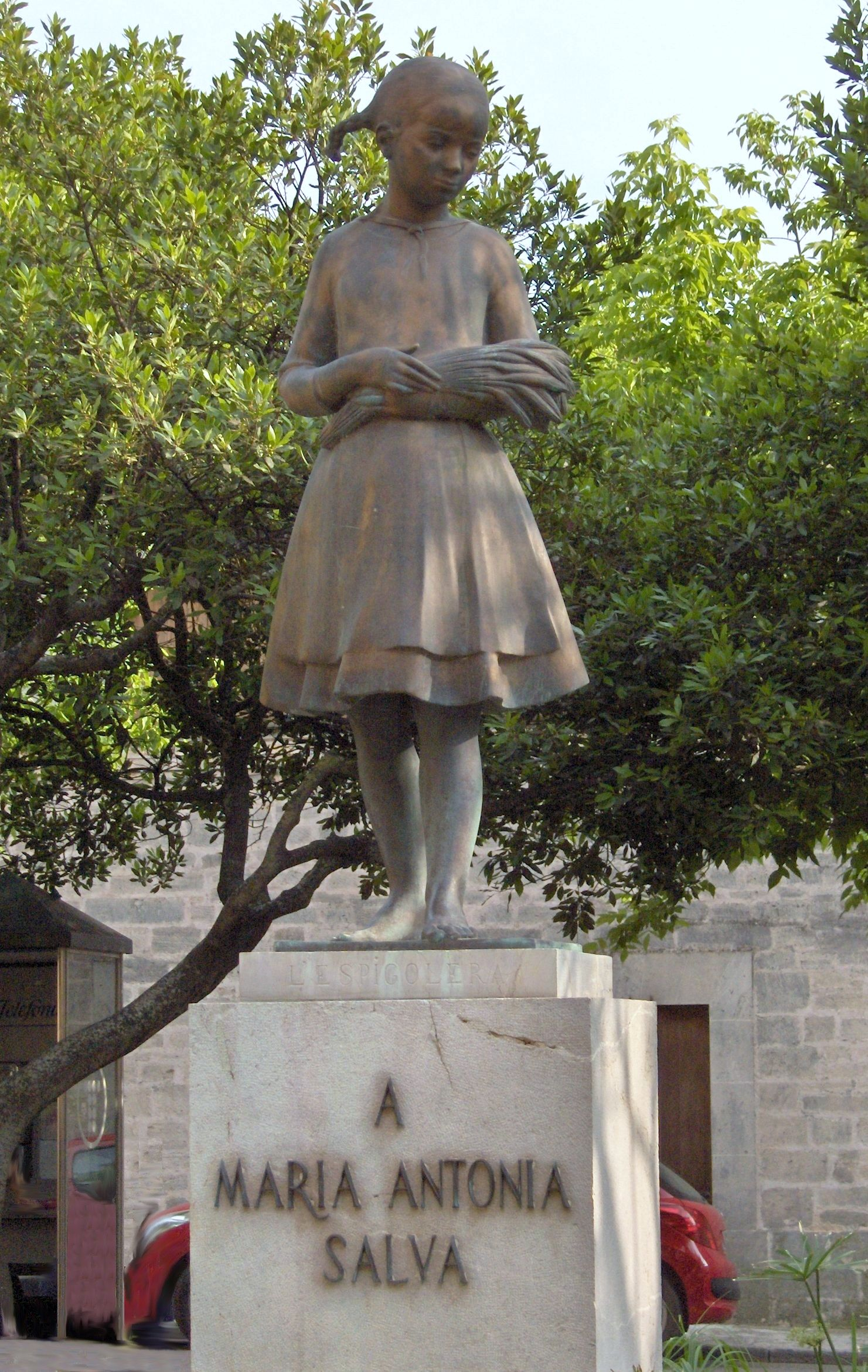
S'espigolera. Escultura en bronze a Llucmajor (Mallorca), homenatge a la poetessa Maria Antònia Salvà

L'aliatge de coure i estany (al 12 %) s'anomena bronze i és emprada des d'antic per fabricar canons i escultures, especialment les que s'han d'ubicar a llocs públics. Amb l’aliatge 85 %–75 % d'estany i 15 %–25 % de plom es fabriquen els tubs d’orgue. L'estany augmenta la resistència dels aliatges de titani. S'utilitza com a recobriment de la làmina d'acer (estanyat) en la fabricació de llaunes, que representa el 40 % del consum mundial d'estany; aquestes llaunes es fan servir principalment com a envasos per a productes alimentaris, pintura, oli, etc. S'usa en les soldadures, ja que s'adhereix als metalls a baixes temperatures. L'estany, combinat amb plom, es fa servir en soldadures, en la industria elèctrica, en soldadures d'automòbils i en fontaneria. També s'empren aliatges d'estany i zinc per a soldar alumini; i d'estany, antimoni i argent, per a aplicacions on es necessiti una alta resistència mecànica final. L'estany s'utilitza en la fabricació de vidre mitjançant el procés de Pilkington, en què el vidre sura sobre un llit d'estany fos. S'usa junt amb l'indi en la fabricació de pantalles planes, i junt al gal·li, el coure i el seleni en la fabricació de panells solars. La forma al·lotròpica -Sn és utilitzada en el camp dels semiconductors. L'aliatge de gal·li, indi i estany (galinstan) s'usa en substitució del mercuri en termòmetres clínics.

### Plom

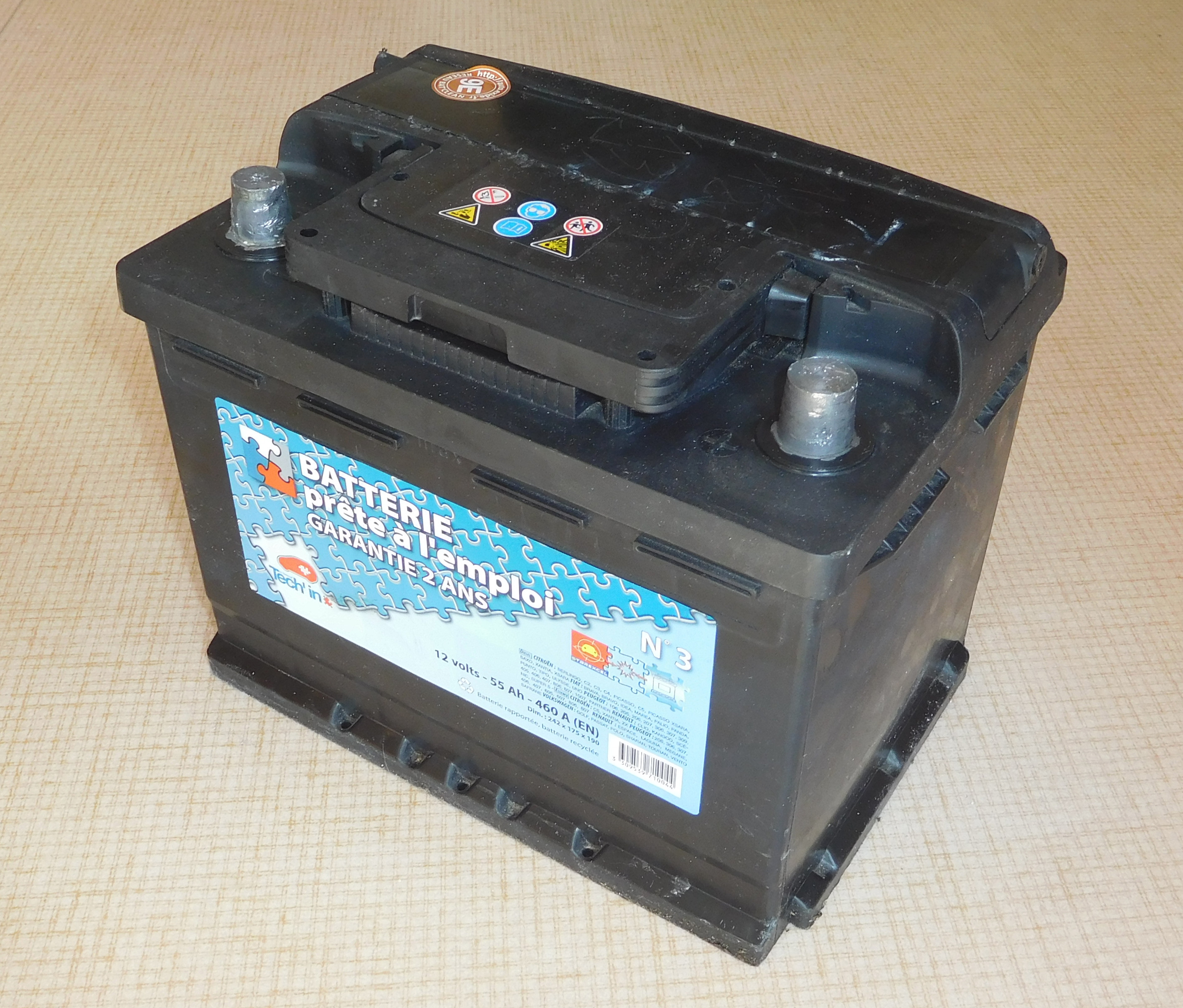
Bateria de plom i àcid d'un cotxe

Actualment l'aplicació més important del plom és la fabricació de les bateries de plom i àcid, utilitzades en la major part dels vehicles, en alimentació d'equips electrònics i com a font elèctrica d'emergència en empreses, centres de comunicacions i de càlcul. També s'empra en la fabricació de planxes i maons que serveixen de blindatge contra les radiacions ionitzants en les dependències dels hospitals on es realitzen radiografies, tomografies computades, medicina nuclear, etc. Es preveu que al voltant de l'any 2050 el plom fos s'utilitzi com a refrigerant en els reactors nuclears ràpids de quarta generació de tipus LFR (de l'anglès lead-cooled fast reactor, reactor ràpid refredat amb plom). Des d'antic el plom s'ha emprat per a unir els vidres dels vitralls (vidre emplomat). L'òxid de plom(II), afegit al vidre que s'utilitza en joieria i en la fabricació de certs vidres (decantadors i copes de vi), hi proporciona un nivell més alt de refracció i més brillantor. S'empra també en la fabricació del vidre plomat, protector enfront de radiacions ionitzants. Aliat amb l'estany i l'argent, s'utilitza en soldadures que han de tenir resistència mecànica.